# عبد الرحمن خير الله
عبد الرحمن خير الله، لاعب كرة قدم سعودي يلعب في خط الوسط.

## مسيرة اللاعب
لعب سابقاً مع نادي الشباب ونادي التعاون ونادي الوشم ونادي الجبلين ونادي الخليج ونادي البكيرية ونادي الدرعية ونادي اللواء.

## روابط خارجية
- عبد الرحمن خير الله على موقع Soccerway.com (الإنجليزية)
- عبد الرحمن خير الله على موقع كووورة